# Antonio Spandri
Antonio Spandri (* 1943 in Venedig; † 28. Februar 2011 in München) war ein italienischer, römisch-katholischer Theologe. Er war verantwortlicher Itinerant des Neokatechumenats für Deutschland und die Niederlande.
Spandri studierte zunächst Rechtswissenschaften in Venedig. In den 1960er Jahren lernte er den Neokatechumenalen Weg kennen und trat der ersten Gemeinschaft des Neokatechumenats in Santa Maria Formosa in Venedig bei. Er studierte Theologie in Tübingen und Regensburg, unter anderem bei Joseph Ratzinger, dem früheren Papst Benedikt XVI.
1974 wurde er zusammen mit seiner Frau Bruna verantwortlicher Itinerant für Deutschland, später auch für die Niederlande, mit Sitz in München. Er war wesentlich an der Gründung der Priesterseminare „Redemptoris Mater“ beteiligt. Spandri gründete 95 Gemeinschaften des Neokatechumenalen Weges in Deutschland – einige bereits in der damaligen DDR – sowie in den Niederlanden und begleitete diese in der Auswahl und Heranbildung von Katechisten.